# Invasion du golfe de Lingayen
Seconde Guerre mondiale
Batailles
Campagne des Philippines
- Formose
- Leyte
- Golfe de Leyte
- Baie d'Ormoc
- Mindoro
- Maguindanao
- Golfe de Lingayen
- Luçon
- Col de Bessang
- Raid de Cabanatuan
- Bataan (1945)
- Manille (1945)
- Corregidor (1945)
- Baguio (1945)
- Raid de Los Baños
- Visayas
- Palawan
- Mindanao
- Jolo
- Davao
- Raid en mer de Chine méridionale

L'invasion du golfe de Lingayen (philippin: Paglusob sa Golfo ng Lingayen) est une opération amphibie alliée ayant eu lieu du 6 au 9 janvier 1945 durant la campagne des Philippines pendant la Seconde Guerre mondiale.
Au petit matin du 6 janvier 1945, une grande force alliée commandée par l'amiral Jesse B. Oldendorf commença à s'approcher des rives de Lingayen. Les navires de guerre de la United States Navy et de la Royal Australian Navy (représenté par le HMAS Shropshire) bombardèrent pendant trois jours les positions japonaises le long de la côte depuis leur position dans le golfe de Lingayen. Le 9 janvier, la 6e armée américaine débarqua sur une tête de plage de 32 km entre les villes de Lingayen et de San Fabian.

## Contexte
Pendant la Seconde Guerre mondiale, le golfe de Lingayen s'est avéré être un théâtre de guerre stratégique important entre les forces américaines et japonaises. Le 22 décembre 1941, la 14e armée japonaise, dirigée par le lieutenant-général Masaharu Homma, débarque dans la partie orientale du golfe à Agoo, Caba, Santiago et Bauang, où ils se livrent à des escarmouches relativement mineures avec les défenseurs, un contingent mal équipé de troupes essentiellement américaines et philippines. Les troupes japonaises réussirent à envahir et à s'emparer du golfe relativement facilement. Le lendemain, à la suite de la défaite, le général Douglas MacArthur donna l'ordre de se retirer de Luçon et de Bataan. Le golfe resta sous occupation japonaise pendant près de trois ans, jusqu'au début des opérations de débarquements du golfe de Lingayen.

## Opérations

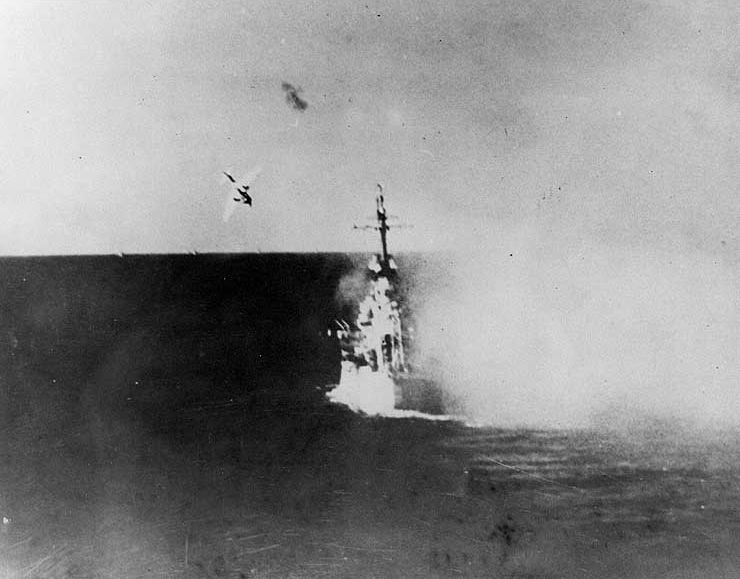
L' est attaqué par un kamikaze au large du golfe de Lingayen le 6 janvier 1945.

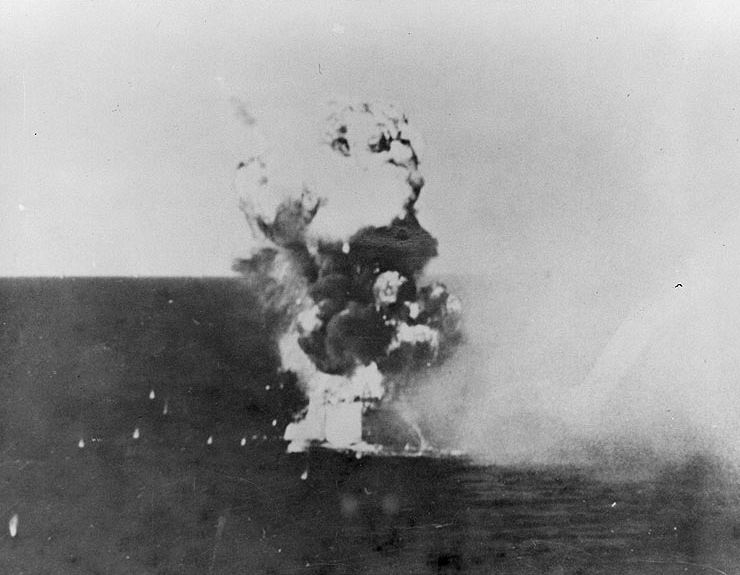
L'avion kamikaze s'écrasa sur l'USS Columbia à.

Les préparatifs du débarquement débutant le 6 janvier s'achèvent deux jours plus tard, au cours duquel les défenses japonaises de Lingayen font continuellement face à de lourds bombardements navals et aériens. Des opérations de reconnaissances sont effectuées aux abords des plages, les alliés rencontrant seulement des forces ennemies dispersées dans le golfe. Les porte-avions font alors décoller leurs appareils contre les aérodromes pendant que l’artillerie des navires pilonne les défenses côtières et que les dragueurs de mines entrent en action. La réponse des Japonais ne se fait pas attendre lorsque les vagues successives d'attaques kamikazes atteignent leurs apogées le 7 janvier. Néanmoins, les Japonais ne disposent plus que d’une trentaine d’avions sur les cent cinquante qu’ils avaient déployés pour empêcher le débarquement US. Le lendemain, face à la manifestation des Philippins défilant avec des drapeaux américains et philippins dans les rues de Lingayen, le commandement américain modifia leurs attaques initialement prévus dans cette zone.
Le 9 janvier 1945 à 9 h 30 — à la suite d'un terrible bombardement naval — environ 68 000 GIs de la 6e armée américaine, commandés par le général Walter Krueger, débarquent sur la côte du golfe de Lingayen sans rencontrer d'opposition.
Dans les jours qui suivirent la poursuite des débarquements, un total de 203 608 soldats feront pied-à-terre pour former une tête de pont étendue de 32 km, englobant les villes de Sual, Lingayen, Dagupan (XIV Corps) à l'ouest et San Fabian (I Corps) à l'est. Le nombre total de troupes sous le commandement de MacArthur vint alors dépasser le total de ceux commandés par Dwight Eisenhower sur le front européen. Les jours suivant, les américains se heurtèrent, sur les hauteurs surplombant le golfe, à un réseau de bunkers qu'il fallut prendre un par un au prix de pertes sérieuses. Ils capturèrent néanmoins rapidement les villes côtières, sécurisant au passage les 32 km de tête de pont tout en pénétrant jusqu'à cinq miles (8 km) à l'intérieur des terres.
Malgré le succès des troupes au sol, les forces américaines subirent de lourdes pertes, en particulier de leurs convois sous le feu des attaques kamikazes. Du 4 au 12 janvier, 24 navires ont été coulés et 67 ont été endommagés par des kamikazes, y compris les cuirassés USS Mississippi, New Mexico et Colorado (ce dernier fut accidentellement touché par des tirs amis), le croiseur lourd HMAS Australia, le croiseur léger USS Columbia et les destroyers USS Long et USS Hovey. À la suite des débarquements, le golfe de Lingayen fut transformé en un vaste dépôt d'approvisionnement pour la poursuite de la guerre, notamment pour appuyant les forces alliés lors de la bataille de Luçon.

## Commémoration
Le 9 janvier 2008, le gouverneur Amado Espino, Jr. et le vice-gouverneur Marlyn Primicias-Agabas de Pangasinan ont créé un mémorial en l'honneur des anciens combattants ayant participé aux débarquements. Le 9 janvier devint la journée des anciens combattants de Pangasinan. Lors du 63e anniversaire de l'invasion, le président philippin Fidel Valdez Ramos a appelé le président américain George W. Bush a adopter deux projets de loi en suspens depuis 1968 à la Chambre des représentants des États-Unis, au nom des 24 000 anciens combattants encore en vie. La loi sur l'équité et les capitaux propres des anciens combattants philippins fut finalement approuvée avec le soutien formel du sénateur Daniel Inouye.